# Santa Pola
Santa Pola város Spanyolországban, Alicante tartományban. Lakosainak száma 38 556 fő (2024).

## Fekvése
Santa Pola Elche községgel határos.

## Testvértelepülések

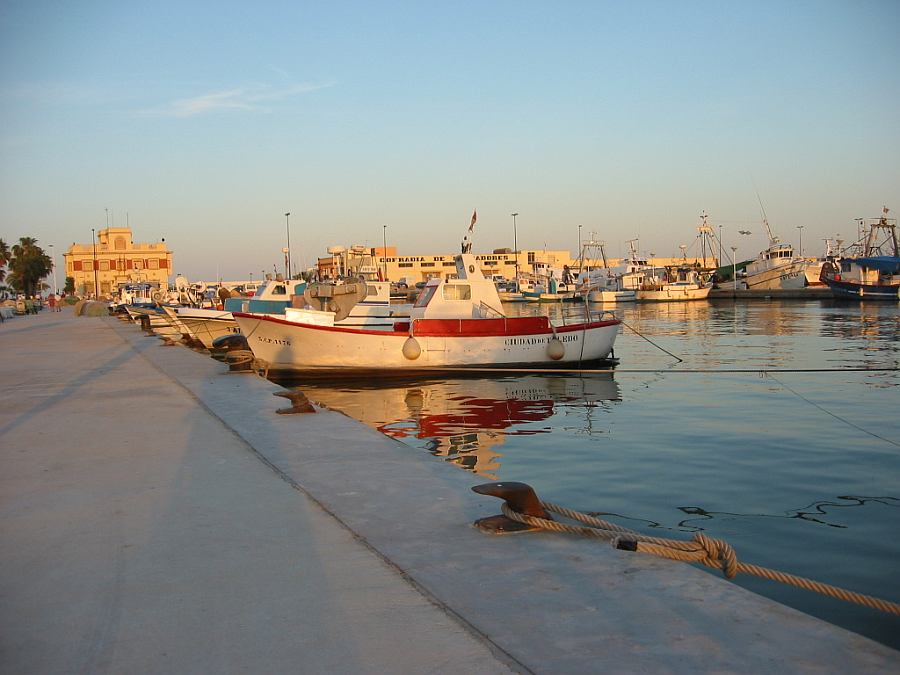
A kikötő

- Mazara del Vallo

## Népesség
A település lakosságának változását az alábbi diagram mutatja:
| Lakosok száma | 19 720 | 23 220 | 27 521 | 31 760 | 33 372 | 31 529 | 31 309 | 32 306 | 34 148 | 38 556 |
|               | 2001   | 2004   | 2006   | 2009   | 2011   | 2014   | 2016   | 2019   | 2021   | 2024   |